# Anton LaVey
 Der er for få eller ingen kildehenvisninger i denne artikel, hvilket er et problem. Du kan hjælpe ved at angive troværdige kilder til de påstande, som fremføres i artiklen.

Anton Szandor LaVey (11. april 1930 – 29. oktober 1997) var en amerikansk forfatter, okkultist og musiker. Han var grundlæggeren og ypperstepræst i Church of Satan samt forfatter til Satans bibel og grundlægger af LaVey Satanisme, en syntetiseret system for hans forståelse af den menneskelige natur og indsigt af filosoffer, der anbefalede materialisme og individualisme , som han hævdede ikke overnaturlige eller teistisk inspiration.
LaVey hed oprindeligt Howard Stanton Levey og havde ifølge Church of Satans officielle skrifter som ung et spændende liv som løvetæmmer, omrejsende musiker, okkult ekspert ved politiet og lignende. Han fik datteren Karla LaVey med sin første kone, Carol, datteren Zeena Schreck med sin partner, Diane Hegarty, og sønnen Satan Xerxes Carnacki LaVey med sin sidste partner, Blanche Barton.
Ved nærmere undersøgelse har det vist sig, at historierne om LaVeys tidlige liv mest af alt er en fiktion. Dette ændrer dog ikke ved, at LaVey evnede at tiltrække og fascinere folk med sin viden om okkultisme og sin farverige – om end opdigtede – personlighed. Ifølge Asbjørn Dyrendal tilhørte LaVey religionsvidenskabeligt set den såkaldte "human potential"-bevægelse, idet hans version af bevægelsen var ateistisk og benægtende overfor andre guder end mennesket selv.
Selv om det nu er kendt, at LaVey opdigtede en væsentlig del af sin fortid, fastholder Church of Satan detaljerne om LaVeys fortid; både Blanche Barton og Peter H. Gilmore (nuværende leder af Church of Satan) har så sent som 2002 insisteret på, at der i værste fald var nogle enkelte ubetydelige detaljer, som LaVey måske skulle have opdigtet.

## Udvalgt bibliografi
- The Satanic Bible (udgivet på dansk som Satans bibel)
- The Satanic Rituals (udgivet på dansk som De Sataniske Ritualer)
- The Compleat (sic) Witch, (genudgivet som The Satanic Witch)
- The Devil's Notebook
- Satan Speaks!